# Мошкрин
Мошкрин (словен. Moškrin) је насељено место у општини Шкофја Лока, Горењска регија, Словенија.

## Историја
До територијалне реорганизације у Словенији био је у саставу старе општине Шкофја Лока.

## Становништво
У попису становништва из 2011. године, Мошкрин је имао 22 становника.
| Број становника према пописима | Број становника према пописима | Број становника према пописима |
| ------------------------------ | ------------------------------ | ------------------------------ |
| 1991                           | 2002                           | 2011                           |
| 23                             | 20                             | 22                             |

## Галерија
- детаљ
- сеоске куће